# Henny Houben-Sipman
Henrica Petronella Geertruida Maria (Henny) Houben-Sipman (Delft, 12 maart 1946) is een Nederlands voormalig politicus van de KVP en later het CDA.
Ze was onder meer gemeenteraadslid in Eindhoven en lid van de Eerste Kamer.
In 1991 werd ze benoemd tot burgemeester van Eersel. Toen in 1997 de gemeente opging in de nieuwe gemeente Eersel werd zij herbenoemd. Op 3 maart 2008 heeft de voormalige Somerse wethouder Anja Thijs-Rademakers haar opgevolgd.
- Parlement.com: vg09llot2nyt